# 盈德益秀朝鮮鰍
盈德益秀朝鮮鰍為輻鰭魚綱鯉形目鰍科的其中一種，為溫帶淡水魚，分布於亞洲韓國慶尚北道東部沿岸淡水流域，體長可達8.9公分，棲息在水質清澈、礫石底質的水域，以藻類、水生昆蟲等為食，繁殖期在5月，生活習性不明。

## 扩展阅读
維基物種上的相關：盈德益秀朝鮮鰍